# Имоко Воллей
«Имоко Воллей» (Imoco Volley) — итальянский женский волейбольный клуб из Конельяно (провинция Тревизо области Венеция).

## Достижения
- 8-кратный Чемпион Италии — 2016, 2018, 2019, 2021, 2022, 2023, 2024, 2025;
  - серебряный призёр чемпионата Италии 2013;
  - двукратный бронзовый призёр чемпионата Италии — 2014, 2017.
- 7-кратный победитель розыгрышей Кубка Италии — 2017, 2020, 2021, 2022, 2023, 2024, 2025;
  - двукратный серебряный призёр Кубка Италии — 2018, 2019.
- 8-кратный обладатель Суперкубка Италии — 2016, 2018, 2019, 2020, 2021, 2022, 2023, 2024.
- 3-кратный победитель чемпионатов мира среди клубов — 2019, 2022, 2024;
  - серебряный призёр чемпионатов мира среди клубов — 2021.
- 3-кратный победитель Лиги чемпионов ЕКВ — 2021, 2024, 2025;
  - 3-кратный серебряный (2017, 2019, 2022) и бронзовый (2018) призёр Лиги чемпионов ЕКВ.

## История
Волейбольный клуб «Имоко Воллей» (Imoco Volley) был образован 15 марта 2012 года в Конельяно спустя два месяца после того как другой клуб из этого же города — «Спес Воллей» (Spes Volley) — объявил о прекращении своей деятельности из-за финансовых проблем, а его команда снялась с чемпионата Италии (серия А1). До этого команда «Спес Воллей» (до 2010 — «Дзоппас Индастриес») на протяжении трёх сезонов была представлена в ведущем дивизионе чемпионата Италии. Лучший результат — 7-е место, занятое в 2011 году. Своё название новый клуб получил по своему основному спонсору — компании «Imoco Group», специализирующейся на выпуске различной полиграфической продукции.
24 апреля 2012 года президент клуба П.Гарбеллотто объявил о том, что клубная команда продолжит выступления в серии А1 и в сезоне 2012—2013, выкупив это право у расформированного клуба «Парма».

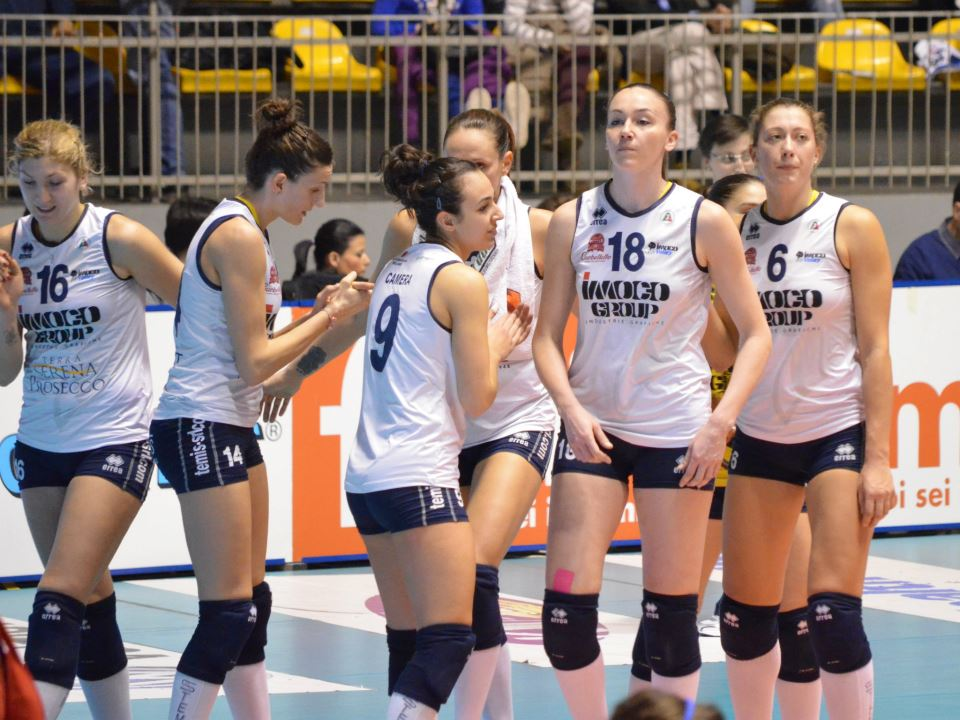
«Имоко Воллей» Конельяно — серебряный призёр чемпионата Италии 2013.

В сезоне 2012—2013 команда из Конельяно под руководством тренера Марко Гаспари на предварительной стадии чемпионата заняла 5-е место, а затем в полуфинале плей-офф в серии до двух побед одолела победителя регулярного чемпионата «Унендо-Ямамай» из Бусто-Арсицио 2-1 (0:3, 3:1, 3:0) и вышла в финал первенства, где уступила команде «Ребекки-Нордмекканика» из Пьяченцы 1-3 (2:3, 2:3, 3:2, 1:3). Примечательно, что в составе «Имоко Воллей» было всего лишь две иностранные волейболистки и одна из них — болгарка Эмилия Николова — стала 3-й в списке самых результативных игроков чемпионата.
Сезоне 2013—2014 для «Имоко Воллей» был примечателен дебютом в Лиге чемпионов ЕКВ, в котором команда из Конельяно вышла в плей-офф, но на первой же её стадии уступила российской «Омичке». В первом матче серии на своём поле «Имоко» победила 3:0, во втором в Омске проиграла с тем же счётом, а в «золотом сете» уступила 10:15 и выбыла из розыгрыша. В чемпионате страны Конельяно дошла до полуфинала плей-офф, где «Унендо-Ямамай» взял реванш за поражение на этой же стадии годичной давности. Итогом для «Имоко Воллей» стала «бронза» национального первенства.
В 2014—2015 сезон для команды из Конельяно сложился неудачно. В чемпионате Италии «Имоко» выбыла в полуфинале, проиграв «Поми» из Казальмаджоре 2-3, хотя на старте серии вела 2-0. В розыгрыше Кубка ЕКВ итальянская команда выбыла уже на четвертьфинальной стадии, уступив в «золотом сете» польскому «Атому-Трефлю» 9:15 (первый матч закончился победой «Имоко» 3:1, в ответном поединке команда из Польши взяла реванш 3:0). По ходу сезона ушедшего в отставку главного тренера Николу Негро сменив опытный наставник Алессандро Кьяппини. В четвёрку самых результативных игроков чемпионата Италии вошли две волейболистки «Имоко» — турчанка Нериман Озсой и болгарка Эмилия Николова.

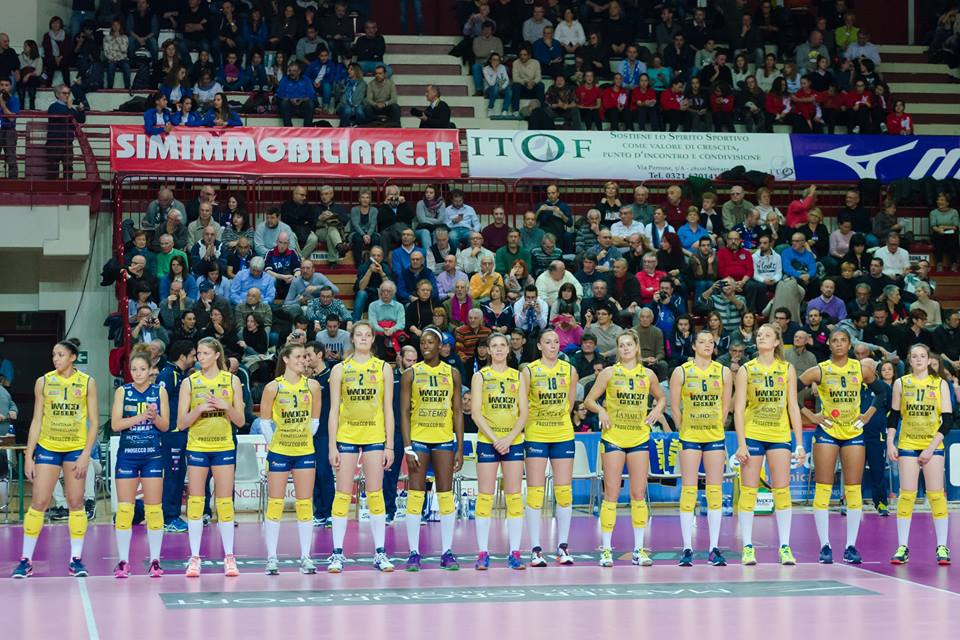
«Имко Воллей» Конельяно — чемпион Италии 2016.

Сезон 2015—2016 закончился триумфом «Имоко Воллей». На предварительной стадии чемпионата Италии команда из Конельяно уверенно заняла 1-е место, одержав 20 побед в 24 матчах. В плей-офф «Имоко» сначала разобрался с командой из Флеро 2-0, затем в полуфинале выбил из борьбы «Лю-Джо Воллей» из Модены 2-0 (3:2, 3:1), а в финале был сильнее «Нордмекканики» из Пьяченцы 3-1 (3:0, 3:0, 1:3, 3:0). Этого успеха «Имоко Воллей» добился под руководством тренера Давиде Маццанти.
В чемпионате за команду играли: Рэчел Адамс (32 игры), Анна Николетти (32), Келси Робинсон (31), Серена Ортолани (31), Моника Ди Дженнаро (32), Элайша Глэсс (28), Меган Ходж (26), Валентина Арригетти (24), Дженни Барацца (18), Аличе Сантини (17), Лючия Крисанти (15), Анти Василантонаки (15), Валентина Серена (7), Марта Бекис (6), Кьяра Ди Бартоли (6). Самыми результативными стали американские легионерки команды К.Робинсон (466 очков), М.Ходж (414) и Р.Адамс (400). 393 очка на счету опытной С.Ортолани.

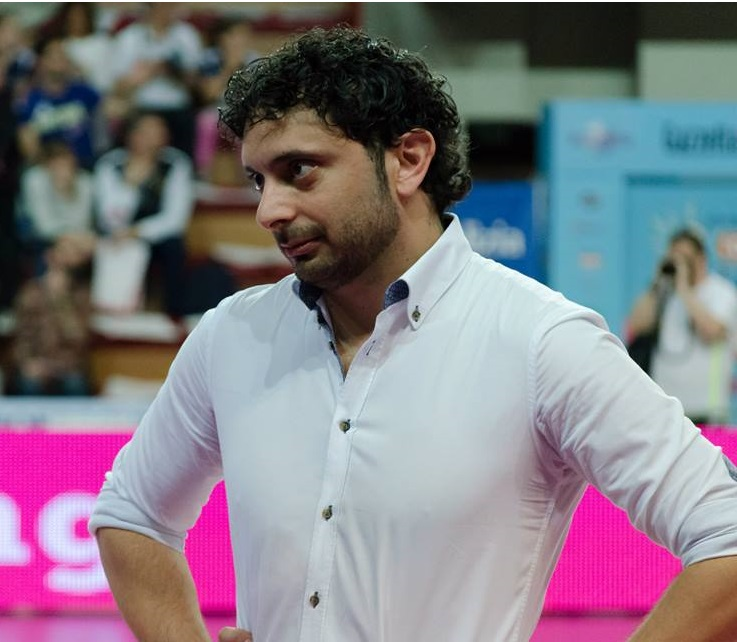
Давиде Маццанти

В межсезонье 2016 из чемпионского состава команды остались лишь главный тренер Давиде Маццанти и три волейболистки — нападающая Серена Ортолани, центральная блокирующая Дженни Барацца и либеро Моника Ди Дженнаро. Новичками стали 10 спортсменок, из которых прежде всего следует выделить голландку Робин де Крёйф, польскую связующую Катажину Скорупу, ещё одну польскую волейболистку Беренику Томсю, итало-аргентинку Каролину Костагранде, а также игроков сборной Италии Офелию Малинов и Рафаэлу Фолье. В январе 2017 были также дозаявлены две американки — вернувшаяся Келси Робинсон и Николь Фосетт. В декабре 2016 обновлённый коллектив выиграл Суперкубок страны, победив «Фоппапедретти» из Бергамо 3:1. Затем «Имоко» стала обладателем Кубка Италии, обыграв в финале «Лю-Джо Нордмекканику» (Модена) в трёх партиях. Уверенно для команды из Конельяно складывались дела и в чемпионате Италии, предварительную стадию которого она выиграла при всего лишь двух поражениях в 22 матчах. А вот в полуфинале плей-офф в упорнейшей борьбы «Имоко» уступила волейболисткам из Модены в двух матчах с одинаковым счётом 2:3. 
В апреле «Имоко Воллей» стал организатором финала четырёх Лиги чемпионов ЕКВ. В полуфинале главного клубного турнира Европы хозяйки решающей стадии розыгрыша одержали победу над московским «Динамо» 3:1, а вот в финале ничего не смогли противопоставить турецкому «Вакыфбанку», проиграв ему в трёх сетах. В символическую сборную финального раунда вошли две волейболистки «Имоко» — доигровщица Келси Робинсон и либеро Моника Ди Дженнаро.
В межсезонье 2017 команду покинул главный тренер Давиде Маццанти, назначенный наставником сборной Италии. Новым главным тренером «Имоко» стал его ассистент Даниэле Сантарелли. В сезоне 2017—2018 волейболистки из Конельяно стали обладателями призовых мест на всех турнирах, в которых принимали участие — чемпионате Италии («золото»), Кубке и Суперкубке страны («серебро») и в розыгрыше Лиги чемпионов («бронза»). В чемпионате Италии «Имоко» выиграл серию за первое место у команды из Новары 3-1, которой в кубковых внутренних соревнованиях дважды уступил. 
Сезон 2018—2019 был ознаменован противостоянием двух итальянских команд — «Имоко Воллей» и «Игор Горгондзола» — в финалах всех четырёх официальных турниров, в которых они принимали участие — чемпионате, Кубке и Суперкубке Италии и Лиге чемпионов ЕКВ. В двух из этих соревнований (чемпионате и Суперкубке) победу одержали волейболистки из Конельяно, причём финальная серия чемпионата Италии завершилась «сухой» победой «Имоко Воллей» в трёх матчах (3:0, 3:0 и 3:2). В финале Кубка страны и Лиги чемпионов сильнее была команда из Новары.
Сезон 2020—2021 был ознаменован выдающимся достижением команды. «Имоко Воллей» вышла победителем во всех четырёх турнирах, в которых принимала участие — чемпионате, Кубке и Суперкубке Италии и Лиге чемпионов ЕКВ. При этом команда из Конельяно не потерпела ни единого поражения в 45 матчах, проведённых на этих турнирах.
В сезонах 2021—2022 и 2022—2023 команда продолжила доминирование в итальянском женском волейболе, выиграв все национальные турниры (чемпионаты, розыгрыши Кубка и Суперкубка Италии).
Итоги сезона 2023—2024 оказались столь же триумфальными, как и тремя годами ранее. Команда вновь выиграла все 4 официальных турнира — чемпионат, Кубок и Суперкубок Италии и Лигу чемпионов ЕКВ, причём в главном клубном турнире Европе не потерпела ни одного поражения в 11 проведённых матчах.
Доминирование над соперниками, как в национальных, так и в европейских соревнованиях, волейболистки из Конельяно продолжили и в сезоне 2024—2025. Второй сезон подряд «Имоко Воллей» первенствовала во всех четырёх официальных турнирах, в которых принимала участие — чемпионат, Кубок и Суперкубок Италии и Лига чемпионов ЕКВ. В этих соревнованиях команда провела 49 матчей, одержав 48 побед и потерпела лишь одно поражение.

## Волейбольный клуб «Имоко Воллей»
- Президент — Пьеро Гарбеллотто.
- Первый вице-президент — Пьетро Маскио.
- Вице-президент — Элена Поло.
- Менеджер команды — Пьер-Паоло Дзанази.

## Арена
С 2012 года домашние матчи «Имоко Воллей» проводит в Виллорбе (14 км к югу от Конельяно) во Дворце спорта  («PalaVerde»). Вместимость — 5120 зрителей. Открыт в 1983 году. С 2014 года служит домашней ареной также для мужской баскетбольной команды «Универсо Тревизо Баскет», выступающей в серии А2 чемпионата Италии.

## Сезон 2024—2025

### Переходы
Пришли: Г.Гимарайнс («Вакыфбанк», Турция), Чжу Тин («Савино Дель Бене»), М.Лукасик («Хемик», Польша), К.Экль («Тальмассонс»), К.Кирикелла («Игор Горгондзола»), Н.Сэки («Торэй Эрроуз», Япония), М.Адигве («Сан-Дона») .
Ушли: К.Пламмер, К.Робинсон-Кук, Р.де Крёйф, А.Дженнари, М.Багг, В.Пьяни, Ф.Скуарчини.

### Состав
| №  | Имя, фамилия                    | Год рождения | Рост | Амплуа      | Гражданство |
| -- | ------------------------------- | ------------ | ---- | ----------- | ----------- |
| 1  | Габриэла Брага Гимарайнс (Габи) | 1994         | 180  | нападающая  | Бразилия    |
| 4  | Чжу Тин                         | 1994         | 198  | нападающая  | Китай       |
| 6  | Нанами Сэки                     | 1999         | 171  | связующая   | Япония      |
| 7  | Катя Экль                       | 2003         | 188  | центральная | Италия      |
| 9  | Марина Лубиан                   | 2000         | 192  | центральная | Италия      |
| 10 | Моника Де Дженнаро              | 1987         | 174  | либеро      | Италия      |
| 11 | Изабель Хок                     | 1999         | 194  | нападающая  | Швеция      |
| 14 | Йоанна Волош                    | 1990         | 181  | связующая   | Польша      |
| 15 | Мерит Адигве                    | 2006         | 183  | нападающая  | Италия      |
| 16 | Халия Ланьер                    | 1998         | 190  | нападающая  | США         |
| 17 | Мартина Лукасик                 | 1999         | 189  | нападающая  | Польша      |
| 18 | Кристина Кирикелла              | 1994         | 195  | центральная | Италия      |
| 19 | Сара Фар                        | 2001         | 194  | центральная | Италия      |
| 20 | Анна Бардаро                    | 2005         | 177  | либеро      | Италия      |

- Главный тренер — Даниэле Сантарелли.
- Тренеры — Томмазо Барбато, Андреа Дзотта, Маурицио Мора.